# José Mourinho
José Mário dos Santos Mourinho Félix, noto semplicemente come José Mourinho (IPA: [ʒuˈzɛ moˈɾiɲu]; Setúbal, 26 gennaio 1963), è un allenatore di calcio portoghese, tecnico del Fenerbahçe.
Dopo le prime esperienze in panchina tra Portogallo e Spagna, la sua ascesa si concretizza con il passaggio al Porto, dove in due stagioni e mezza vince due campionati (2003 e 2004), una Coppa (2003) e una Supercoppa nazionale (2003), ma soprattutto una Coppa UEFA (2003) e una UEFA Champions League (2004). Nel 2004 viene chiamato alla guida del Chelsea, con il quale si aggiudica due campionati (2005 e 2006), due Coppe di Lega (2005 e 2007), una Coppa d'Inghilterra (2006-2007) e una Supercoppa inglese (2005). Nel 2008 approda all'Inter, che conduce alla vittoria di due campionati (2009 e 2010), una Coppa Italia (2010), una Supercoppa italiana (2008) e una UEFA Champions League (2010). Terminata l'esperienza in Italia, si trasferisce prima al Real Madrid, con il quale in tre anni si aggiudica un campionato (2012), una Coppa del Re (2011) e una Supercoppa spagnola (2012), e poi al Chelsea, con cui in due stagioni e mezza vince un altro campionato (2015) e un'altra Coppa di Lega (2015). Dal 2016 al 2018 allena il Manchester United, con cui vince una Supercoppa inglese (2016), una Coppa di Lega (2017) e una UEFA Europa League (2017). Dopo un'esperienza al Tottenham, dal 2019 al 2021, torna in Italia per guidare la Roma, con la quale vince la prima edizione della Conference League (2022), diventando così il primo allenatore a vincere tutte le tre grandi competizioni UEFA. 
Considerato uno dei migliori tecnici della storia del calcio, è soprannominato The Special One, appellativo che lui stesso si diede nel 2004 durante la conferenza stampa di presentazione al Chelsea.
È stato premiato come miglior allenatore del mondo dall'IFFHS nel 2004, 2005, 2010, 2012; come miglior allenatore dell'anno FIFA nel 2010, UEFA nel 2004, 2005, 2006 e 2010. È stato eletto allenatore portoghese del secolo dalla Federazione calcistica del Portogallo nel 2015. Nel 2022 è stato inserito nella Hall of Fame del calcio italiano.

## Biografia
Figlio di Félix Mourinho (1938-2017), ex calciatore e allenatore, è sposato dal 1988 con Matilde Faria, dalla quale ha avuto due figli: Matilde Faria Mourinho Félix, nata nel 1996, e José Mário Faria Mourinho Félix, nato nel 2000. Quest'ultimo ha militato come portiere nelle giovanili del Fulham e in precedenza del Canillas, club satellite del Real Madrid.
Si dichiara cattolico e parla sei lingue: portoghese, inglese, italiano, francese, spagnolo e catalano.
Si è dichiarato politicamente vicino al Partito Social Democratico del Portogallo.
Già Grand'Ufficiale dell'Ordine dell'Infante Dom Henrique dal 9 giugno 2005, il 23 marzo 2009 l'Università Tecnica di Lisbona gli ha conferito la laurea honoris causa per i suoi successi nel calcio.
Dopo aver investito nel settore vinicolo, nel 2025 presenta il suo primo vino.

### Fuori dal campo
Ancora sotto contratto coi Red Devils, commenta le partite del campionato del mondo 2018 per l'emittente russa RT. Nel gennaio 2019, conclusa l'esperienza a Manchester, viene reso noto che Mourinho sarà commentatore televisivo delle partite di Coppa d'Asia e della Premier per beIN Sports per 68.000 € a prestazione. Il 27 febbraio seguente entra a far parte della piattaforma DAZN in Spagna come global ambassador, opinionista e testimonial. Ad agosto entra a far parte del team di Sky Sports UK, con cui rimane fino alla chiamata del Tottenham. Due anni più tardi per l’Europeo scriverà come editorialista sui quotidiani del gruppo News UK (The Sun, The Times e The Sunday Times) oltre a commentare sull’emittente radiofonica talkSPORT le partite dell’Inghilterra e le fasi finali del torneo.

### Impegno nel sociale
Mourinho ha preso parte a diverse iniziative benefiche e sociali. Tra queste ha promosso un progetto giovanile che coinvolgeva insieme bambini israeliani e palestinesi e, ai tempi del Chelsea, ha venduto all'asta per 22.000 sterline il suo famoso giaccone a favore del progetto umanitario dello tsunami del 2004.
Il 20 aprile 2008 a Dakar in Senegal ha fondato una squadra di beneficenza chiamata Étoile Lusitana di cui detiene l'80% delle azioni mentre l'altro 20% è in mano a una compagnia senegalese. Il nome del club si deve alla Lusitania, nome dell'antica provincia romana in Portogallo. Nel 2009 la squadra si è piazzata al 9º posto nella Seconda Divisione senegalese mentre l'anno successivo è arrivata al 6º posto. Nel 2010 la selezione Under-16 ha vinto la Milk Cup. Tra i giocatori della squadra senegalese sono diventati famosi Pape Abdou Camara, Ibrahima Mbaye e Idrissa Camará.

### Sponsorizzazioni
Mourinho è stato testimonial di diverse campagne pubblicitarie come quelle di Samsung, American Express, Braun, Adidas, Sambuca Molinari, Yahoo, BT Sports, Henderson Finance, EA Sports, Lipton, Jaguar e Sky Sports.
Dal gennaio 2013 è testimonial del gioco di calcio manageriale online Top Eleven Football Manager. È stato il protagonista dello spot della Heineken per la UEFA Champions League 2016-2017.
Dall'ottobre 2020 diventa global ambassador della piattaforma di investimenti online XTB.
Sarà poi anche Mastercard Ambassador e testimonial di Audi, Hublot, GSA (General Sports Authority) dell’Arabia Saudita, Paddy Power, Zegna e Snickers. Le diverse sponsorizzazioni fruttano a Mourinho circa 6 milioni di euro l’anno e sono portate avanti dalla CAA e dalla Polaris, braccio commerciale della Gestifute, l’agenzia di Jorge Mendes, il procuratore di Mourinho e tanti altri calciatori portoghesi e non.

### Nella cultura di massa

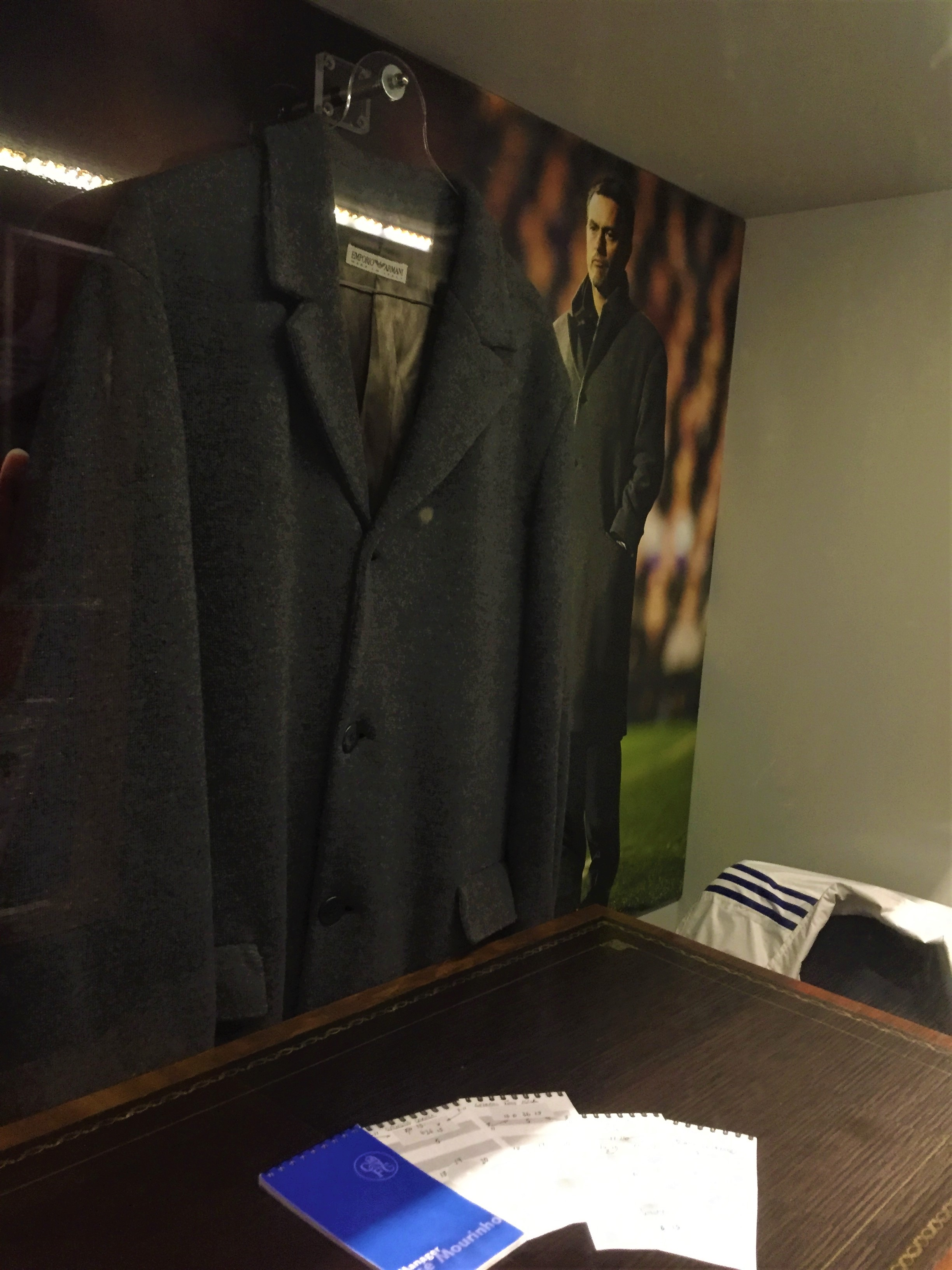
Il celebre giaccone di Mourinho esposto nel museo di Stamford Bridge

Nell'ottobre del 2010 Mourinho è stato inserito al 9º posto della lista degli uomini più influenti pubblicata da AskMen.com, mentre il 1º dicembre 2011 è stato nominato Rockstar dell'anno dalla versione spagnola del magazine Rolling Stone.
Nel febbraio del 2013 l'amministrazione comunale di Setúbal, città natale di Mourinho, con voto unanime ha deciso di intitolargli una via, di realizzare un documentario sulla sua vita e sulla sua carriera e di allestire per il 24 marzo una mostra fotografica per i suoi 50 anni. In passato Mourinho si era visto consegnare già le chiavi della città (2009) e una medaglia d'oro (2005).
Dal 31 agosto 2013 la televisione portoghese SIC ha mandato in onda Mourinho and The Special Ones, una serie di 26 episodi in computer grafica, costati oltre due milioni e mezzo di euro, nell'ambito di un più vasto progetto mondiale per promuovere lo sport nei più giovani attraverso le moderne tecnologie. Nella storia della serie il protagonista scopre casualmente e decide di allenare una squadra di giovani promesse.
Il 31 agosto 2020 sulla piattaforma Prime Video esce All or Nothing: Tottenham Hotspur, documentario in 8 puntate incentrato sulla stagione 2019-20 della squadra londinese presa in mano da Mourinho a novembre al quattordicesimo posto e portata al sesto posto finale dopo lo stop dovuto alla pandemia di COVID-19.
A fine anno compare poi in Outraged, documentario dell'UEFA che affronta la discriminazione nel calcio.
Nel settembre del 2022 è protagonista di un cameo nel videoclip della canzone Mel Made Me Do It del rapper inglese Stormzy.

## Caratteristiche tecniche

### Allenatore
Nel corso della sua carriera, Mourinho ha adottato vari moduli di gioco, quali il 4-3-1-2 visto ai tempi del Porto, il 4-3-3 utilizzato all'epoca della prima esperienza al Chelsea, o il 4-2-3-1, messo in pratica a partire dal secondo anno all'Inter e riproposto prevalentemente in tutte le esperienze successive; le squadre di Mourinho, solitamente dotate di grande fisicità, possono contare su una fase difensiva molto solida e su una fase offensiva rimessa prevalentemente alle qualità individuali dei singoli. Nell'esperienza alla Roma, per sfruttare meglio l'apporto offensivo dei terzini, ha utilizzato prevalentemente la difesa a 3 con il modulo 3-4-1-2.
È considerato uno degli allenatori più dotati al mondo  sotto il profilo comunicativo e motivazionale.

## Carriera

### Giocatore e professore di educazione fisica
Mourinho da giovane ha tentato di intraprendere la carriera di calciatore, come difensore. Ha militato nelle giovanili dell'União Leiria e in quelle del Belenenses; Nel 1981 ha poi seguito il padre nel periodo in cui era allenatore al Rio Ave e si è iscritto all'Università Tecnica (ISEF) di Lisbona. Nel 1982 è tornato con il padre allenatore al Belenenses. Dal 1983 al 1985 ha giocato nel Sesimbra. Infine, dal 1985 al 1987 ha militato nel Comércio e Indústria di Setúbal.
All'età di 24 anni, visti i risultati carenti, si è ritirato per prepararsi alla carriera di allenatore, cominciando ad allenare i suoi amici. Mourinho ha dichiarato di essere stato assistente di suo padre ai tempi del Rio Ave e del Belenenses, incaricato di andare a studiare le squadre avversarie. Laureatosi all'Instituto Superior de Educação Física, ha lavorato come insegnante scolastico di educazione fisica per 5 anni. In quel periodo ha allenato squadre giovanili presso le varie scuole dove insegnava a Sètubal ed ha partecipato a corsi tenuti in Scozia, dove ha conseguito il patentino di tecnico UEFA. Mourinho, nel periodo in cui allenava gli Allievi del Vitória Setúbal, ha lavorato tramite la scuola anche con ragazzi affetti da problemi motori e mentali "dove tutto è psicologico, amore, affetto, empatia e passione".

### Allenatore

#### Esordi
La sua carriera da allenatore inizia nel 1987, allenando la squadra Allievi del Vitória Setúbal. Nel 1988 viene chiamato dall'Estrela Amadora in veste di assistente tecnico di João Alves, dove nel 1990 vince la Coppa di Portogallo. Nei successivi due anni è stato assistente di Jesualdo Ferreira. Nel luglio del 1992 diventa interprete e assistente - preparava le partite e allenava i portieri - per l'allenatore inglese Bobby Robson allo Sporting Lisbona. In seguito lo stesso Robson lo vuole come suo vice al Porto. In due anni vincono una Coppa di Portogallo e due campionati.
Ancora Bobby Robson lo chiama nel 1996 al Barcellona come suo vice. La stagione si conclude con i successi in Coppa di Spagna, Coppa delle Coppe, e Supercoppa di Spagna. Il 28 giugno 1997, durante i festeggiamenti della Coppa di Spagna, Mourinho prende il microfono e urla al pubblico: "Oggi, domani e sempre con il Barça nel cuore". Quando Robson diventa dirigente del Barça nell'estate successiva, Mourinho decide di rimanere in Catalogna; sulla panchina del Barcellona arriva l'olandese Louis van Gaal, che decide di continuare ad avvalersi del tecnico portoghese come allenatore in seconda. Nel 1998 vincono il campionato, la Coppa di Spagna e la Supercoppa UEFA mentre l’anno seguente la squadra si confermerà campione di Spagna.
Il 16 maggio 2000 van Gaal gli permette di guidare la squadra blaugrana nella finale della Copa Catalunya; il Barcellona batte il Mataro 3-0 e Mourinho vince quindi il suo primo trofeo.

#### Benfica e União Leiria
La possibilità di diventare un allenatore di primo livello arriva nel settembre del 2000, quando Mourinho lascia il Barcellona e viene chiamato da Eladio Parames, allora dirigente e in futuro suo portavoce, alla guida del Benfica. sostituendo l'esonerato Jupp Heynckes. Il 23 settembre, all'esordio contro il Boavista, perde per 1-0. Proprio nella prima parte della stagione consegue una vittoria per 3-0 contro i rivali dello Sporting. Il 5 dicembre si dimette dall'incarico dopo sole 9 partite di campionato a causa del cambio di presidenza del club.
Nel luglio del 2001 entra in carica sulla panchina dell'União Leiria, conducendo la squadra al quarto posto provvisorio nel campionato 2001-2002, prima di passare al Porto (a fine campionato senza di lui la squadra di Leiria arriverà settima).

#### Porto
Nel gennaio 2002 viene appunto ingaggiato dal Porto per sostituire Octávio Machado; nella parte restante della stagione 2001-2002, con André Villas Boas come assistente, Rui Faria come preparatore atletico e Silvino Louro come allenatore dei portieri (questi ultimi due lo seguiranno nelle successive esperienze per quasi vent'anni), porta la squadra al terzo posto in classifica con un ottimo ruolino di marcia e quindi con conseguente qualificazione alla Coppa UEFA 2002-2003. Fa il suo esordio in UEFA Champions League nel secondo girone di quella stessa stagione in un match contro i greci del Panathīnaïkos concluso per 0-0. Il Porto concluderà da ultimo il girone con 4 punti.
All'inizio della stagione 2002-2003 decide di puntare su vari giocatori portoghesi come Vítor Baía, Ricardo Carvalho, Costinha, Deco e Hélder Postiga, richiamando inoltre in squadra, dopo il prestito al Charlton Athletic, il capitano Jorge Costa. La stagione vede Mourinho aggiudicarsi per la sua prima volta la Primeira Liga portoghese con il punteggio record di 86 punti in quel campionato. In patria il Porto consegue il double grazie alla vittoria della Coppa del Portogallo, conquistata contro la sua ex squadra dell'União Leiria (1-0). Arriverà anche il primo trofeo europeo, la Coppa UEFA, dopo la finale di Siviglia contro gli scozzesi del Celtic, vinta per 3-2 ai tempi supplementari.
La stagione successiva comincia con la vittoria nella Supercoppa portoghese, ottenuta grazie al successo per 1-0, nuovamente contro l'União Leiria, allo Estádio D. Afonso Henriques di Guimarães. In estate non arriverà invece il bis, a causa della sconfitta per 1-0 nella finale di Supercoppa UEFA contro il Milan allo Stadio Louis II di Montecarlo. Il Porto si aggiudica comunque il suo ventesimo titolo nazionale chiudendo il campionato con 82 punti e una vittoria ottenuta con cinque giornate d'anticipo. Perde poi la Coppa del Portogallo in finale per 2-1 nei tempi supplementari contro i rivali del Benfica all'Estádio Nacional di Oeiras. L'annata 2003-2004 viene comunque caratterizzata dalla storica vittoria in UEFA Champions League, diciassette anni dopo la prima: i Dragões si impongono per 3-0 sui francesi del Monaco nella finale giocata all'Arena AufSchalke di Gelsenkirchen. Durante le celebrazioni post partita Mourinho abbandona platealmente il palco allestito per la festa al centro del campo; in seguito spiegherà che era turbato per alcune minacce di morte ricevute la settimana prima della finale da alcuni elementi della tifoseria del Porto, a causa delle voci di un suo trasferimento sulla panchina del Chelsea. In questa stagione Mourinho adotta il 4-3-3 in campionato e il 4-4-2 in coppa, con Deco in posizione di trequartista dietro alle punte Carlos Alberto e Benni McCarthy (o Derlei).

#### Chelsea

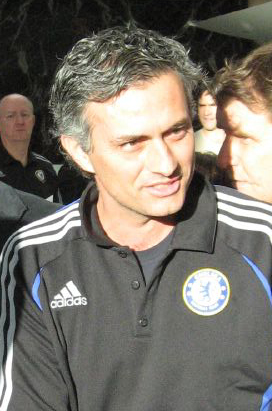
Mourinho ai tempi della sua prima esperienza al Chelsea, nel febbraio 2007

Il 2 giugno 2004 viene ingaggiato dall'ambizioso presidente del Chelsea Roman Abramovič, sempre con André Villas Boas come assistente. La cavalcata dei Blues in Premier League sarà impetuosa, con il club di Londra che il 30 aprile 2005 si laurea per la seconda volta campione d'Inghilterra (il precedente e unico titolo distava 50 anni) battendo per 0-2 al Reebok Stadium il Bolton con doppietta di Frank Lampard. Alla fine della stagione il Chelsea chiuderà il campionato con la quota record di 95 punti (battuto successivamente), con una sola sconfitta all'attivo, occorsa contro il Manchester City, e con solo 15 reti incassate in 38 gare di campionato, altro record della Premier. Il Chelsea inoltre si aggiudica la League Cup battendo per 3-2 i rivali del Liverpool in una finale spettacolare, conclusasi dopo i tempi supplementari, nella prima di tre finali in altrettante competizioni vinte al Millennium Stadium. Meno fortunato è il percorso in FA Cup, dove i londinesi soccombono al quinto turno contro il Newcastle Utd. In Champions League invece vincono il girone ed eliminano Barcellona agli ottavi e Bayern Monaco ai quarti di finale prima di essere eliminati dal Liverpool, poi vincitore del trofeo, in semifinale (dopo lo 0-0 di Stamford Bridge, i Blues hanno perso 1-0 ad Anfield per via di un gol fantasma).
Nella stagione 2005-2006 la squadra di Mourinho comincia la stagione aggiudicandosi la Supercoppa d'Inghilterra grazie al successo per 2-1 contro l'Arsenal il 7 agosto 2005, ancora al Millennium Stadium di Cardiff. Il 29 aprile 2006 arriva il secondo titolo consecutivo di Premier League per il tecnico portoghese, con la sua squadra che si impone a Stamford Bridge per 3-0 contro i rivali del Manchester Utd. A fine stagione i londinesi chiudono il campionato con 91 punti. In Champions League, invece, non vanno oltre gli ottavi di finale, eliminati dal Barcellona. In FA Cup sarà il Liverpool in semifinale a eliminare i Blues, mentre in Coppa di Lega non riuscirà la difesa del titolo vinto nella stagione precedente, a causa della sconfitta ai tiri di rigore contro il Charlton al terzo turno.
Nella terza stagione di Mourinho a Londra il Chelsea resta in lizza per tutti gli obiettivi fino alle fasi finali della stagione. Il titolo di Inghilterra stavolta sfugge, complici anche i diversi infortuni occorsi durante la stagione, riguardanti soprattutto il reparto arretrato, su tutti la grave frattura al cranio riportata dal portiere Petr Čech contro il Reading. Il Chelsea si piazza secondo con 83 punti, superato dal Manchester Utd, mancando dunque il tris in campionato per i londinesi. Mourinho pone dunque fine alla serie di quattro stagioni consecutive concluse con il titolo nazionale, tra Portogallo e Inghilterra. In Champions League saranno ancora i tiri di rigore a essere fatali, ancora in semifinale contro il Liverpool, avversario del Chelsea di Mourinho anche due stagioni prima. Il portoghese riuscirà però a conquistare la FA Cup, unico trofeo inglese che gli mancava, allo stadio di Wembley contro i mancuniani, battuti per 1-0, e nuovamente la Coppa di Lega, vinta contro l'Arsenal in una gara terminata 2-1 al Millennium Stadium di Cardiff.
La quarta stagione di Mourinho con il Chelsea, che dura soltanto due mesi, comincia con la sconfitta ai tiri di rigore in Supercoppa inglese contro i Red Devils, dopo che i 120 minuti si erano conclusi sull'1-1 (grazie alle reti di Florent Malouda e Ryan Giggs). Una partenza altalenante e un pareggio interno con la squadra norvegese del Rosenborg nella prima partita di Champions fanno decidere ad Abramovič per la fine del rapporto con Mourinho, che è ufficializzata il 20 settembre 2007, quando di comune accordo con la società il portoghese risolve il contratto.

#### Inter

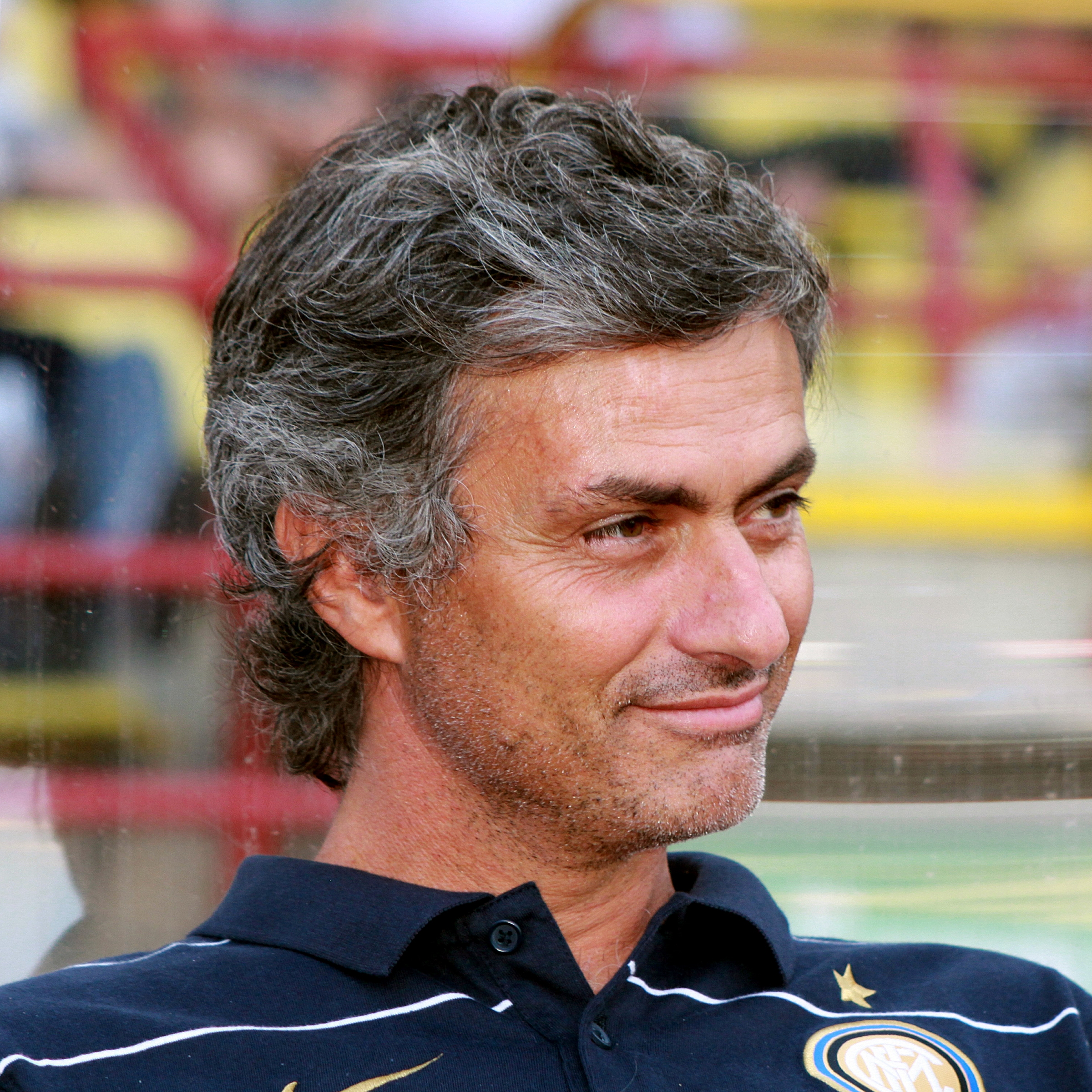
Mourinho sulla panchina dell'Inter nell'agosto 2009

Il 2 giugno 2008 Mourinho viene chiamato sulla panchina dell'Inter dal presidente Massimo Moratti; come suo vice sceglie Giuseppe Baresi, ex giocatore della squadra milanese, e come assistenti i fidati Rui Faria e André Villas Boas. L'era Mourinho all'Inter si apre subito con la vittoria di un trofeo: il 24 agosto 2008, infatti, l'Inter vince in casa, a San Siro, la Supercoppa italiana battendo la Roma per 8-7 ai tiri di rigore, dopo essersi portata in vantaggio per due volte e aver chiuso i tempi supplementari sul 2-2. Con questo trofeo Mourinho può annoverare nel suo palmarès personale le Supercoppe di tre Paesi diversi: Portogallo, Inghilterra e Italia.
Alla guida dell'Inter perde il suo primo derby della Madonnina contro il Milan per 1-0 il 28 settembre, alla quinta giornata di Serie A, ma nonostante ciò conclude il girone d'andata con 41 punti stabilendo un record per il campionato italiano, poiché nessun altro allenatore straniero aveva mai ottenuto così tanti punti. Dopo l'eliminazione in Champions agli ottavi di finale per mano del Manchester Utd, conquista lo scudetto 2008-2009 con due giornate d'anticipo, battendo per 3-0 il Siena al Meazza (in realtà la certezza matematica arriva la sera precedente, nell'anticipo in cui il Milan perde contro l'Udinese), il quarto consecutivo della compagine nerazzurra, che chiude poi la stagione a quota 84 punti. Diventano quindi cinque i campionati da lui conquistati, oltre ai due con il Porto in Portogallo e ai due con il Chelsea in Inghilterra.
La stagione 2009-2010 comincia con la sconfitta per 2-1 contro la Lazio nella Supercoppa italiana disputata a Pechino. Nel finale di stagione, nell'arco di tre settimane, conquista il campionato, la Coppa Italia e la Champions League. Nello specifico la Coppa Italia viene conquistata il 5 maggio all'Olimpico battendo per 1-0 la Roma; lo scudetto viene assegnato il 16 maggio al termine della gara decisiva vinta per 1-0 allo stadio Artemio Franchi contro il Siena. Mourinho inoltre chiude il torneo portando a 136 gare consecutive la propria imbattibilità casalinga in campionato (sommando anche le precedenti esperienze con Porto e Chelsea); il 22 maggio, infine, il tecnico portoghese guida i nerazzurri alla vittoria in Champions League, 45 anni dopo l'ultimo successo nerazzurro in Coppa dei Campioni, grazie al 2-0 sul Bayern Monaco nella finale del Santiago Bernabéu di Madrid. Grazie a questa storica serie di successi, l'Inter diventa la prima, e finora unica, squadra italiana ad aver realizzato il cosiddetto treble (vittoria di campionato, coppa nazionale e coppa continentale nella stessa annata) ed il tecnico portoghese diventa il terzo allenatore, dopo l'austriaco Ernst Happel e il tedesco Ottmar Hitzfeld, a vincere due Champions League con due club diversi, e il secondo a raggiungere la semifinale con tre compagini diverse (come Louis van Gaal, il quarto se si comprendono Ernst Happel e Guus Hiddink nella Coppa dei Campioni).

#### Real Madrid

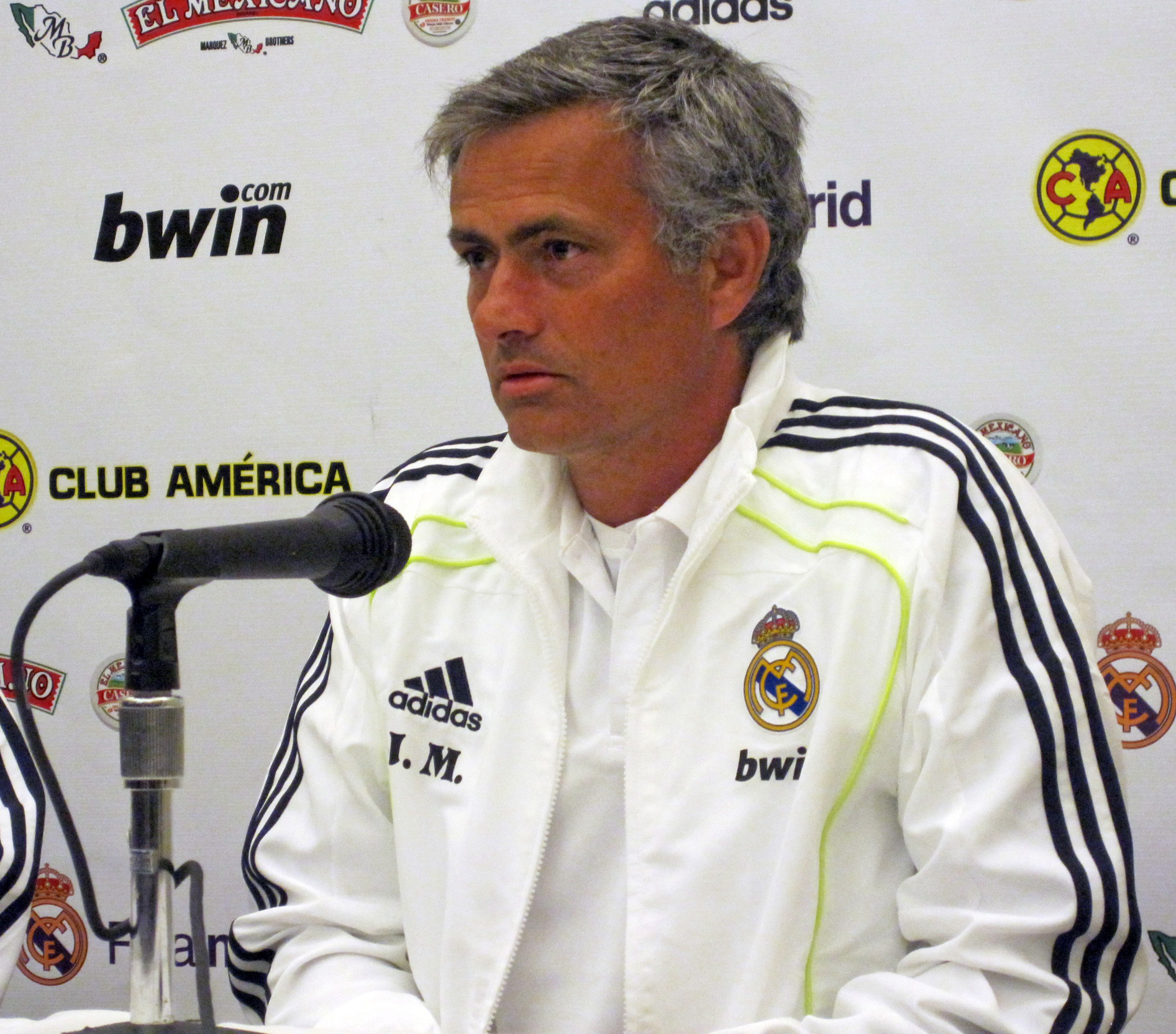
Mourinho in conferenza stampa come allenatore del Real Madrid nell'agosto 2010

Il 28 maggio 2010 diventa il tecnico del Real Madrid. Per assicurarsi Mourinho, il club spagnolo onora la clausola rescissoria prevista nel contratto con l'Inter, versando nelle casse interiste 16 milioni di euro. L'allenatore si lega al club madrileno per quattro anni.
Il 10 gennaio 2011, a Zurigo, durante la cerimonia per la premiazione del Pallone d'oro 2010, gli viene conferito il FIFA World Coach of the Year. Il 20 aprile conquista il suo primo titolo alla guida dei blancos vincendo la Coppa del Re contro il Barça (1-0) al Mestalla di Valencia, ottenendo un titolo che mancava da diciotto anni dalla bacheca della società. Viene eliminato dalla Champions League in semifinale dal Barcellona e nella Liga si piazza secondo con 92 punti sempre dietro ai catalani di quattro punti. Il 25 maggio 2011 il presidente Florentino Pérez licenzia il direttore generale Jorge Valdano, scegliendo di dare pieno potere a Mourinho, che quindi diviene una sorta di manager all'inglese. Gli viene conferito anche il Trofeo Miguel Muñoz, premio assegnato dal quotidiano Marca al miglior allenatore dei campionati professionistici spagnoli.

La seconda stagione spagnola di Mourinho comincia con la sconfitta in Supercoppa di Spagna contro il Barcellona. Il 7 dicembre raggiunge le 15 vittorie consecutive in campionato, eguagliando così il record di Miguel Muñoz della stagione 1960-1961, poi superato da Ancelotti nel novembre del 2014. Il 25 aprile subisce dal Bayern Monaco l'eliminazione in semifinale di Champions League ai rigori. Diviene così il primo allenatore a raggiungere la semifinale di Champions con quattro squadre diverse. Il 2 maggio 2012 si aggiudica per la prima volta il campionato spagnolo, ottenendo il trofeo con due turni d'anticipo grazie al successo per 3-0 contro l'Athletic Bilbao al San Mamés. Per il Real si tratta del trentaduesimo titolo nazionale (a quattro anni di distanza dall'ultimo titolo). A fine stagione i madrileni faranno segnare un punteggio record per il campionato spagnolo, con 100 punti e 121 reti realizzate. Per Mourinho si tratta invece del settimo campionato vinto; il portoghese inoltre entra a far parte della stretta cerchia di allenatori capaci di vincere il titolo nazionale in quattro paesi diversi (nel suo caso Portogallo, Inghilterra, Italia e Spagna) e vince per la seconda volta il Trofeo Miguel Muñoz.

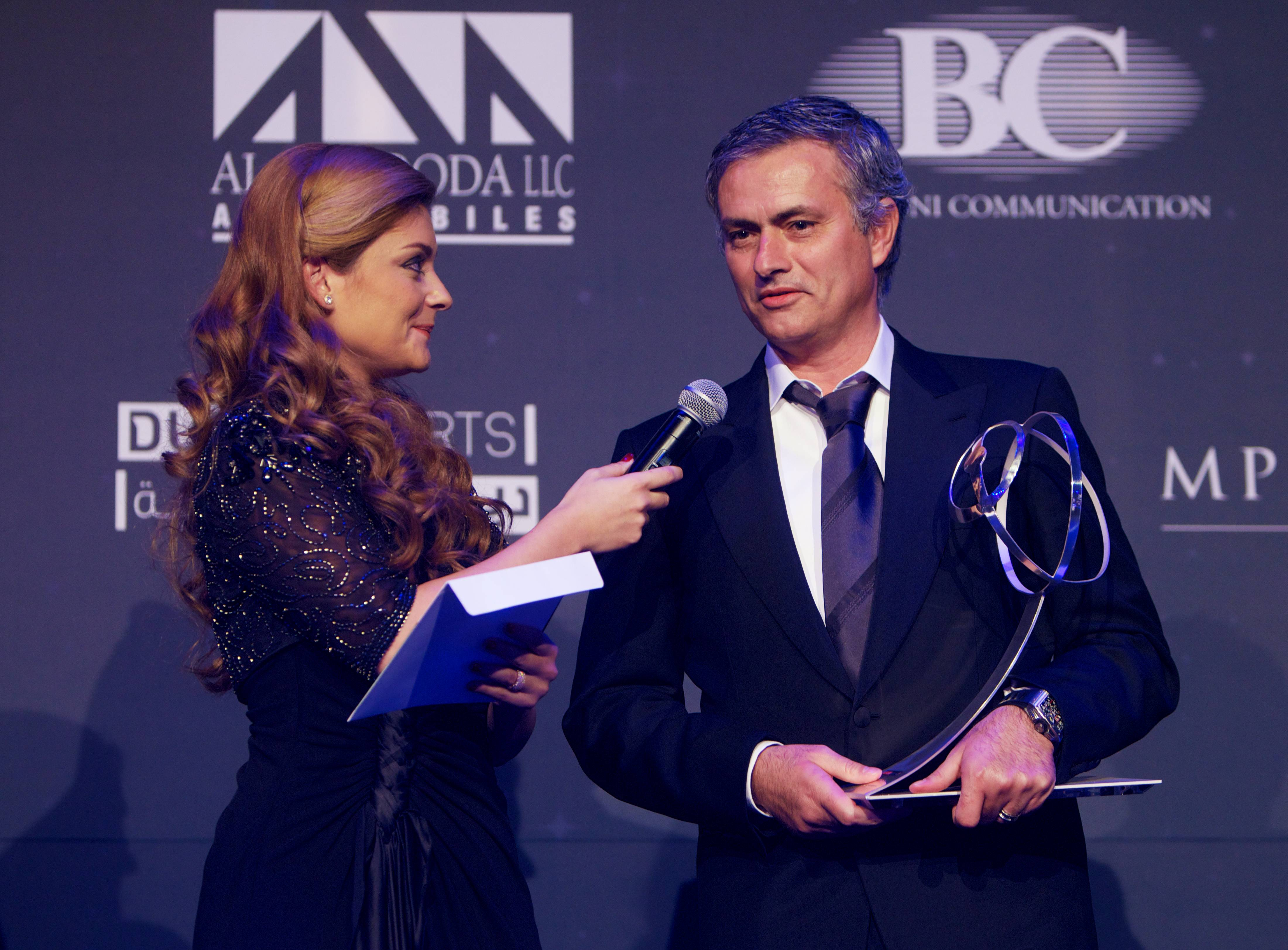
Mourinho premiato come miglior allenatore dell'anno ai Globe Soccer Awards del 2012

Il 29 agosto 2012 Mourinho inaugura la nuova stagione battendo per 2-1 il Barcellona al Bernabéu, aggiudicandosi la Supercoppa spagnola dopo che all'andata in Catalogna le merengues avevano perso per 2-3. Il 3 novembre, in occasione della vittoria per 4-0 contro il Real Saragozza, taglia il traguardo delle 100 vittorie con il Real in sole 133 partite. Il 21 novembre, nella partita pareggiata per 1-1 contro il Manchester City celebra la presenza numero 100 nella Champions League. Il 17 febbraio 2013, in occasione della vittoria per 2-0 contro il Rayo Vallecano, tocca quota 100 panchine nella Liga con un bilancio di 75 vittorie, 13 pareggi e 11 sconfitte, 281 gol segnati e 87 subiti. Il 26 febbraio conquista per la sesta volta l'accesso a una finale di coppa nazionale (dopo le due finali raggiunte con il Porto e quelle alla guida di Chelsea, Inter e dello stesso Real) eliminando il Barcellona, battuto per 3-1 al Camp Nou. Il 17 maggio viene sconfitto in finale dall'Atlético Madrid, che si impone dopo i tempi supplementari con il risultato di 2-1. Il 9 aprile accede per la settima volta alle semifinali della Champions League, la terza consecutiva alla guida del Real Madrid (la quarta, se si considera anche la semifinale raggiunta con l'Inter nel 2010), ma è eliminato dal Borussia Dortmund. In campionato si piazza secondo, come due anni prima, e sempre dietro al Barcellona, con un distacco di quindici punti (100 a 85). Al termine della stagione, Mourinho e il Real Madrid decidono di separarsi.

#### Ritorno al Chelsea

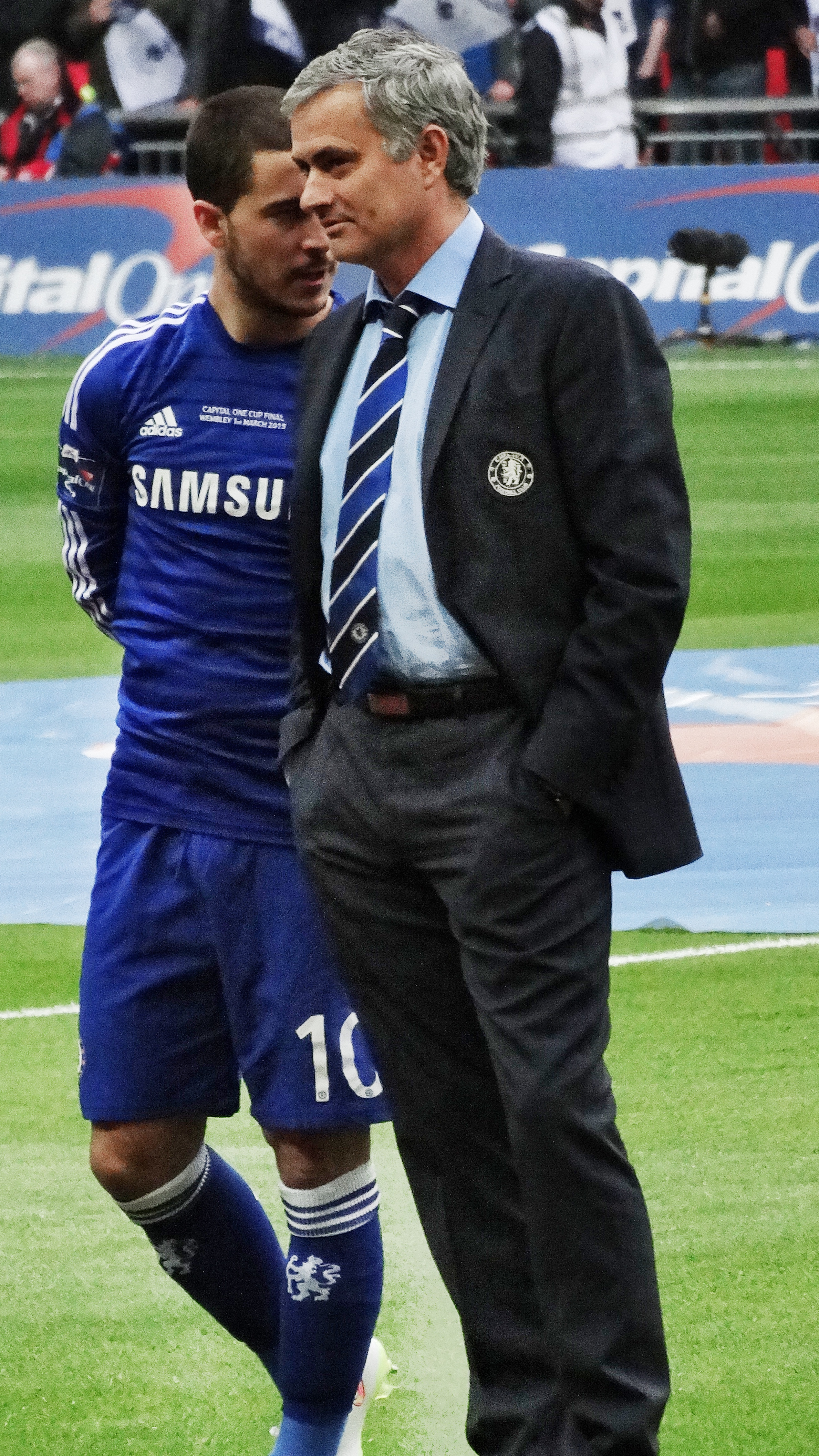
Mourinho con Eden Hazard dopo la finale di Football League Cup nel marzo 2015

Il 3 giugno 2013 ritorna al Chelsea a sei anni dalla sua precedente esperienza a Stamford Bridge. Il 18 agosto avviene il suo secondo esordio da manager dei Blues, in occasione della partita casalinga contro l'Hull City vinta per 2-0. Il 30 agosto viene sconfitto ai rigori dal Bayern Monaco di Guardiola nella partita valida per la Supercoppa UEFA, nonostante il vantaggio ottenuto ai supplementari in inferiorità numerica, recuperato a cinque secondi dallo scadere. Il 19 aprile 2014 viene sconfitto in casa per 1-2 da parte del Sunderland e questa sconfitta interrompe un record storico: 77 gare consecutive senza subire sconfitte in casa nella massima serie del campionato inglese. In Capital One Cup si ferma ai quarti di finale proprio contro il Sunderland, perdendo 2-1 ai tempi supplementari; nella FA Cup viene eliminato negli ottavi di finale dai rivali del Manchester City (2-0). Il campionato viene caratterizzato da una lotta a tre che vede coinvolti, oltre al Chelsea, proprio i Citizens e il Liverpool. Sarà proprio la squadra di Manchester ad aggiudicarsi la competizione, con i Blues che finiranno terzi, nonostante le vittorie contro le rivali dirette (Arsenal, Manchester Utd, Liverpool e City). In Champions League raggiunge per l'ottava volta in dieci anni (quinta consecutiva) le semifinali, dove questa volta si arrenderà all'Atletico Madrid (0-0 al Calderón, 1-3 a Stamford Bridge), poi finalista perdente contro i rivali cittadini del Real.
Nella stagione seguente il Chelsea si mantiene in testa alla classifica in Premier ma il 24 gennaio 2015 viene eliminato al 4º turno di FA Cup dal Bradford City (terza divisione) per 2-4. Le altre squadre che sono riuscite a segnare quattro gol o più a Mourinho finora erano state Barcellona, Borussia Dortmund e Tottenham. Tre giorni dopo batte per 1-0 il Liverpool e, in virtù dell'1-1 della gara di andata, arriva in finale nella Coppa di Lega che vince il 1º marzo battendo 2-0 il Tottenham a Wembley, conquistando il suo primo trofeo della seconda gestione ai Blues e il settimo complessivo. Raggiunge facilmente la fase successiva in Champions, ma viene eliminato già agli ottavi dal Paris Saint-Germain ai supplementari, cosa che non gli succedeva dal 2009 (a partire da tale anno era sempre arrivato almeno alle semifinali), quando era stato eliminato con l'Inter dal Manchester Utd. Il 3 maggio 2015, grazie alla vittoria casalinga per 1-0 ai danni del Crystal Palace, vince per la terza volta in carriera la Premier.
La terza stagione del suo secondo ciclo alla guida del Chelsea comincia il 2 agosto con il Community Shield, nel quale viene sconfitto per 1-0 dall'Arsenal a Wembley. Il 27 ottobre il Chelsea perde ai rigori con lo Stoke City e viene eliminato negli ottavi di finale della Coppa di Lega. Il 17 dicembre 2015, dopo una partenza negativa in campionato (complice anche un ammutinamento della squadra nei confronti del tecnico), con la squadra al sedicesimo posto dopo sedici turni di Premier e tre giorni dopo la sconfitta di misura contro la capolista Leicester City, dodicesimo ko stagionale in tutte le competizioni, Mourinho e i Blues annunciano la risoluzione consensuale del contratto. Il portoghese lascia il Chelsea qualificato agli ottavi di Champions League, avendo vinto otto giorni prima il proprio girone con la vittoria per 2-0 sul Porto.

#### Manchester Utd

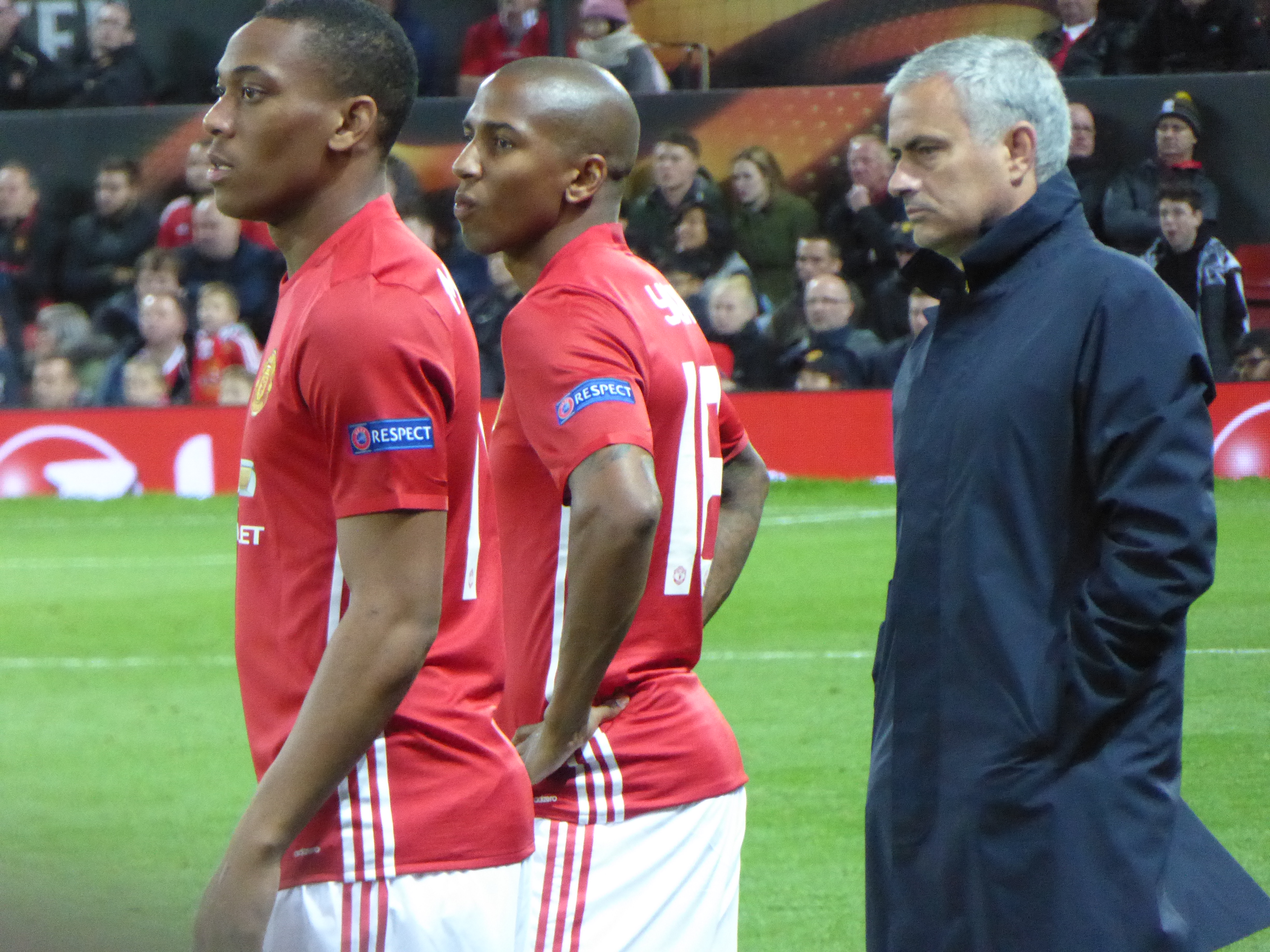
Mourinho, sulla destra, al Manchester United nel settembre 2016

Il 27 maggio 2016 viene annunciato come nuovo allenatore del Manchester Utd, in sostituzione di Louis van Gaal. Il 7 agosto vince subito la Community Shield battendo per 2-1 i campioni d'Inghilterra del Leicester City e il 26 febbraio 2017 vince la Coppa di Lega per 3-2 contro il Southampton. Il 13 marzo, nella FA Cup, i Red Devils vengono eliminati dal Chelsea ai quarti di finale, mentre nelle settimane seguenti, in campionato non riescono ad andare oltre il sesto posto. Il 24 maggio, al termine di un lungo percorso cominciato a settembre con la fase a gironi, arriva a disputare la finale di Europa League: la squadra mancuniana si impone per 2-0 contro l'Ajax, vincendo il trofeo per la prima volta nella sua storia; per Mourinho si tratta della seconda affermazione personale, dopo quella con il Porto del 2003, e del trofeo numero 17 su 25 finali disputate. Inoltre, in virtù del successo nella seconda competizione europea, si qualifica di diritto alla Champions dell'anno successivo.
L'8 agosto 2017 perde la Supercoppa UEFA contro il Real Madrid per 2-1, mentre il 20 dicembre viene eliminato dalla Coppa di Lega ai quarti dal Bristol City col medesimo risultato e il 13 marzo 2018 esce dalla Champions di nuovo agli ottavi questa volta per mano del Siviglia (0-0 e 1-2 a Old Trafford). In campionato invece si piazza secondo dietro al Manchester City, e il 19 maggio perde la finale di FA Cup per 1-0 contro il Chelsea.
Il 18 dicembre 2018, dopo un inizio di stagione caratterizzato da risultati altalenanti (il peggiore per punti ottenuti in campionato dal Manchester Utd dal 1990-1991) e un difficoltoso rapporto con i giocatori, viene esonerato.

#### Tottenham

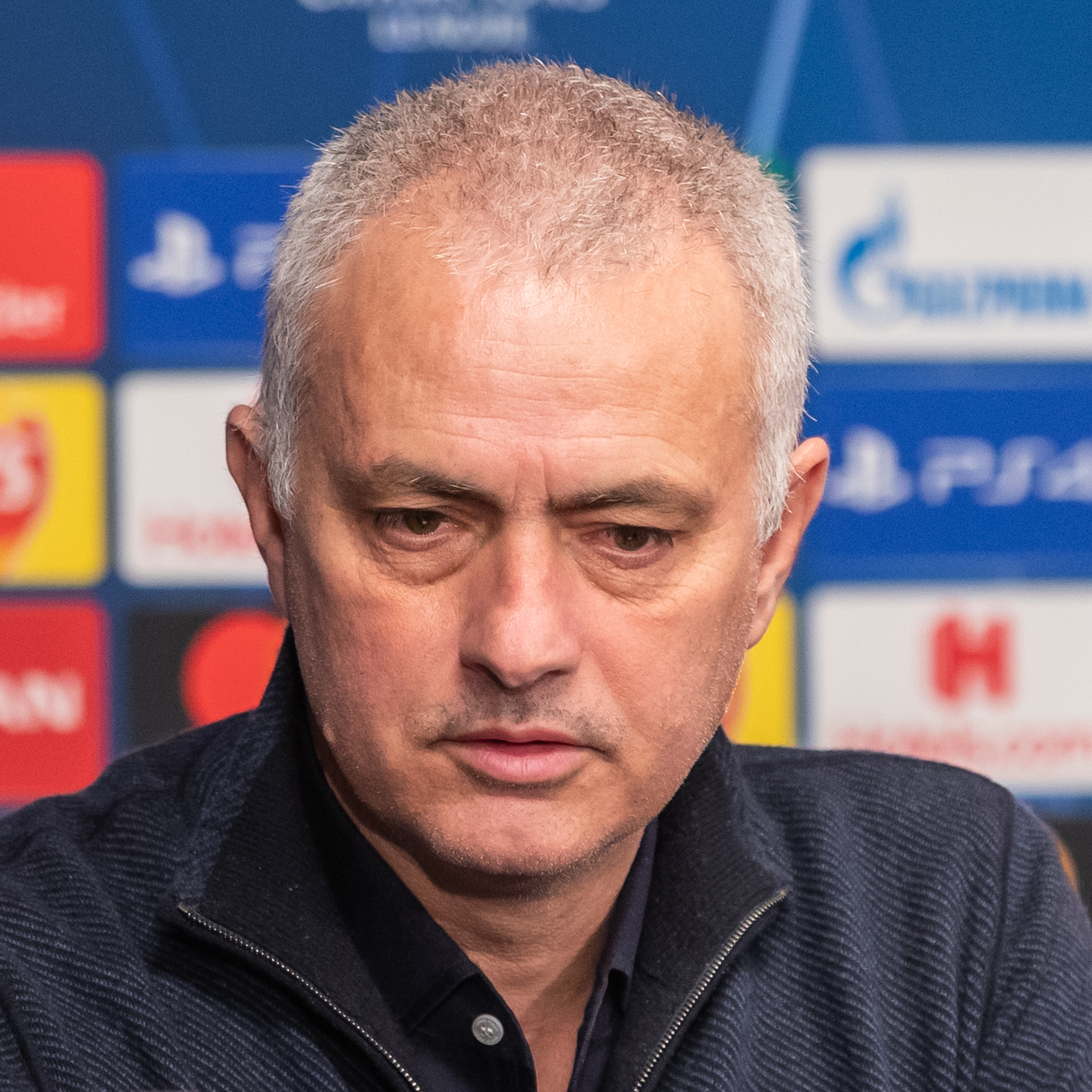
Mourinho in conferenza stampa con il Tottenham nel 2020

Il 20 novembre 2019 viene annunciato come nuovo allenatore del Tottenham, in sostituzione dell'esonerato Mauricio Pochettino; la squadra londinese è in quel momento quattordicesima in Premier League con 14 punti, distante 11 lunghezze dal quarto posto. Debutta tre giorni più tardi, con un successo per 2-3 contro il West Ham Utd. Nella partita seguente, al debutto in Champions, battendo l’Olympiacos per 4-2 ottiene la qualificazione agli ottavi di finale con un turno di anticipo. Il 4 dicembre arriva la prima sconfitta stagionale, quella per 2-1 contro il Manchester Utd, mentre tre mesi dopo la squadra londinese viene eliminata dalla FA Cup e dalla Champions agli ottavi di finale per mano di Norwich City e RB Lipsia. Conclude il campionato al sesto posto, a 7 punti dal quarto posto, qualificandosi all'Europa League.
All'inizio della stagione 2020-2021 il Tottenham ottiene ottimi risultati, tanto che nel mese di novembre, con la squadra in testa alla classifica, Mourinho viene nominato Allenatore del mese della Premier League. Nei mesi successivi la squadra entra, però, in una spirale negativa e perde terreno rispetto alle posizioni di vertice. Il cammino nelle coppe è a due facce: se in Europa League il Tottenham è eliminato agli ottavi di finale ai supplementari contro la Dinamo Zagabria, che riesce a ribaltare la sconfitta della gara di andata, e in FA Cup esce ancora agli ottavi di finale per mano dell’Everton, in Coppa di Lega raggiunge la finale: Mourinho diventa il terzo allenatore ad arrivarci con tre squadre diverse (Chelsea, Manchester e Tottenham) dopo Ron Atkinson e Ron Saunders. Il portoghese non riuscirà, tuttavia, a disputare la finale del 25 aprile, poiché il 19 aprile 2021, dopo aver pareggiato contro l'Everton il giorno prima, viene esonerato, con la squadra al settimo posto in Premier League. Il bilancio complessivo in campionato è di 14 vittorie, 8 pareggi e 10 sconfitte: il numero di rovesci incassati in campionato rappresenta un record negativo per la carriera di Mourinho.

#### Roma

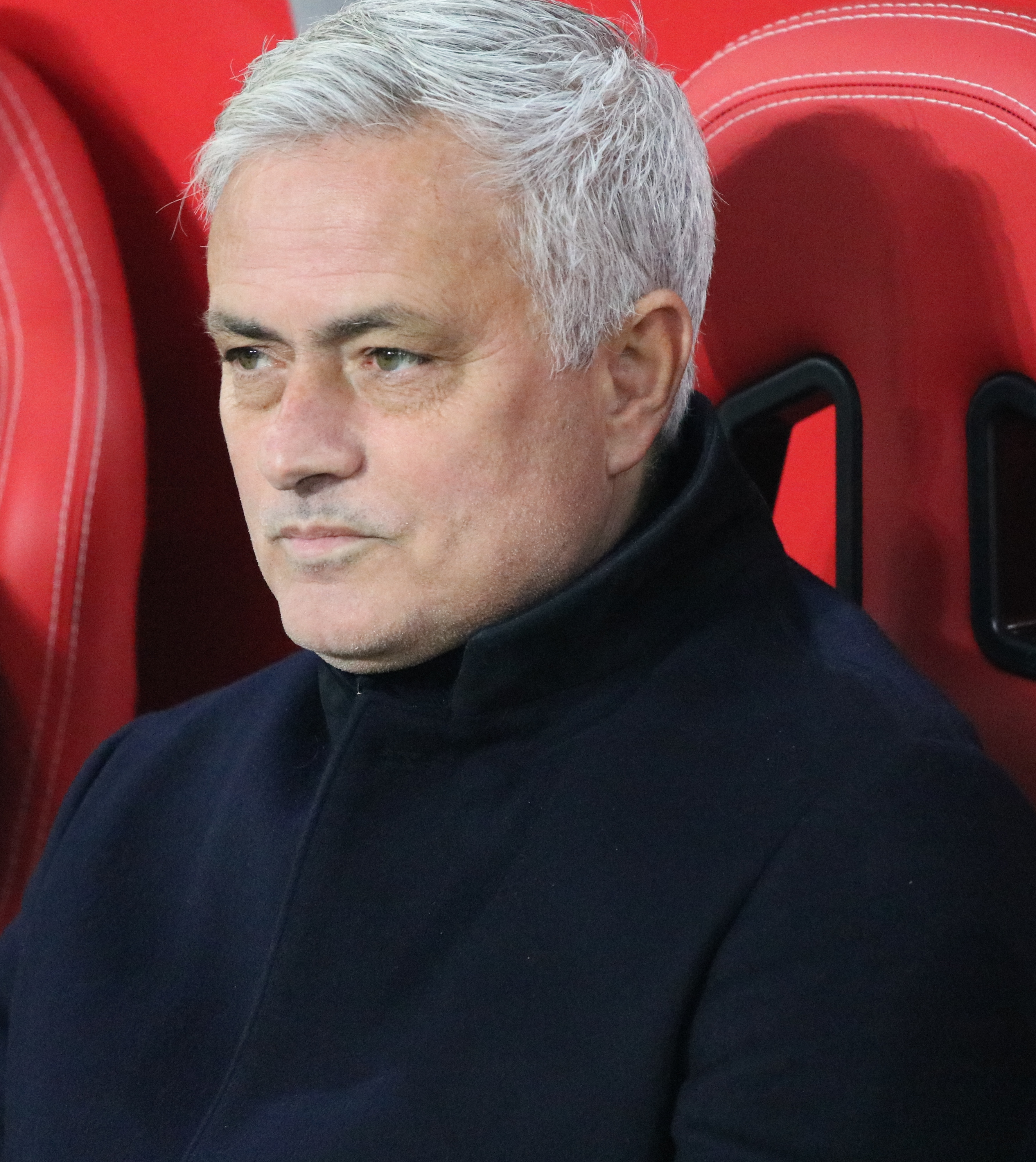
Mourinho sulla panchina della Roma nel febbraio 2023

Il 4 maggio 2021 torna ufficialmente in Italia, venendo annunciato come nuovo tecnico della Roma, sulla base di un accordo triennale a partire dalla stagione successiva. Debutta ufficialmente sulla panchina giallorossa il 19 agosto 2021, guidando i capitolini nel successo esterno di UEFA Conference League sul Trabzonspor (1-2). Tre giorni dopo debutta quindi in Serie A, a undici anni dalla sua ultima apparizione nella massima divisione calcistica italiana, ottenendo una vittoria casalinga sulla Fiorentina (3-1). Il 12 settembre 2021, in occasione della gara di campionato contro il Sassuolo, il tecnico portoghese colleziona la millesima partita da allenatore in carriera, coronandola con un successo (2-1). All'inizio di febbraio la squadra esce ai quarti di finale di Coppa Italia per mano dell'Inter. Il 20 marzo 2022 vince la prima stracittadina sulla panchina della Roma con un netto 3-0. Il 5 maggio, in virtù del risultato aggregato (1-2) maturato in semifinale di Conference League contro il Leicester City, la Roma accede alla finale di una competizione UEFA per club per la prima volta dai tempi della Coppa UEFA 1990-1991; contestualmente Mourinho diventa il primo tecnico a raggiungere almeno una volta la finale in tutte e tre le principali competizioni europee vigenti. Dopo aver condotto la squadra al sesto posto in campionato, il 25 maggio coglie il successo in Conference League contro il Feyenoord (1-0), portando la Roma alla prima vittoria di una competizione UEFA, a circa quattordici anni dall'ultimo trofeo vinto dal club; Mourinho stesso diventa, inoltre, il primo tecnico a vincere tutte e tre le principali competizioni UEFA stagionali vigenti, nonché il terzo (dopo Giovanni Trapattoni e Alex Ferguson) a vincere almeno un trofeo UEFA in tre diverse decadi.
La stagione seguente si apre con il successo esterno nella prima giornata di campionato, il 14 agosto 2022, ai danni della Salernitana (0-1). Qualificata per l'Europa League grazie sia alla posizione di classifica che alla vittoria in Conference, la Roma disputa una fase a gironi complicata, che la costringe al secondo posto alle spalle del Real Betis, e di conseguenza affronta i sedicesimi di finale, battendo con un complessivo 2-1 la formazione austriaca del RB Salzburg. Il cammino proseguirà positivamente: sconfitta la Real Sociedad (2-0 in aggregato), il 13 aprile 2023 i giallorossi perdono al De Kuip contro il Feyenoord (1-0), ma la settimana seguente ribaltano il risultato con un secco 4-1 davanti ai propri tifosi, dopo i tempi supplementari. Per le semifinali si prospetta un sorteggio impegnativo, contro il Bayer Leverkusen di Xabi Alonso; l'11 maggio la Roma riporta un successo nella partita d'andata (1-0), grazie alla rete di Edoardo Bove. La sfida decisiva per l'accesso alla finale di Budapest si gioca il 18: al termine di una prestazione totalmente difensiva, tipicamente nello stile di Mourinho, con la squadra tutta schierata a protezione del risultato, grazie al mantenimento dello 0-0 lo Special One conduce la compagine capitolina alla finale di Europa League, la prima da quella disputata nel 1991 e la seconda consecutiva in Europa per i giallorossi dopo quella in Europa Conference League dell'anno precedente. Al termine della gara dichiara espressamente: "Sulla mia squadra vi dico che noi curiamo i piccoli dettagli." L'epilogo europeo si decide la notte del 31 maggio: la sfida comincia con una Roma aggressiva che al 35' si porta in vantaggio con gol di Paulo Dybala. Nella ripresa, però, l'autorete di Gianluca Mancini rimette il punteggio in parità, e dopo una partita lunghissima, che culmina in più di 146 minuti disputati al termine dei supplementari, arriva la vittoria degli spagnoli del Siviglia ai tiri di rigore per 4-1: per Mourinho si tratta della prima sconfitta in una finale di una delle maggiori competizioni europee stagionali dopo cinque vittorie consecutive. Tre giorni dopo, con il successo casalingo ai danni dello Spezia (2-1), i giallorossi chiudono il campionato al sesto posto, come nella stagione precedente.
Confermato anche per la stagione 2023-2024, il 16 gennaio 2024, con i capitolini eliminati ai quarti di finale di Coppa Italia dalla Lazio e al nono posto in campionato, viene esonerato in seguito alla sconfitta a San Siro contro il Milan e sostituito da Daniele De Rossi.

#### Fenerbahçe
Il 2 giugno 2024, Mourinho è stato ufficialmente presentato come nuovo tecnico del Fenerbahçe, nella Süper Lig turca, con cui ha firmato un contratto valido a partire dal 1º luglio seguente.

## Controversie
Nell'arco della sua carriera come allenatore, Mourinho si è reso noto anche per numerosi episodi e comportamenti controversi, che spesso hanno generato polemiche.

### Porto
Al termine di una gara tra i Dragoni e lo Sporting Lisbona, strappò dalle mani di Vítor Baía la maglia che quest'ultimo aveva scambiato con l'avversario Rui Jorge: riguardo all'episodio, il tecnico dichiarò di voler evitare che i suoi calciatori fraternizzassero con gli avversari.
Mourinho rivelò inoltre di aver subìto minacce di morte per via telefonica prima della finale di Champions League contro il Monaco, ad opera di un giovane mai identificato, a causa delle quali avrebbe, come già citato, abbandonato il palco della premiazione dopo la partita.

### Chelsea
Il 29 settembre 2004, in occasione della gara di Champions tra il Chelsea e la sua ex squadra, il Porto, ebbe un diverbio con un tifoso portoghese che gli sputò in faccia per due volte.
Durante gli ottavi di finale del medesimo torneo, in cui la squadra inglese eliminò il Barcellona, accusò l'allenatore del club spagnolo Frank Rijkaard di aver interloquito con l'arbitro Anders Frisk: Rijkaard dichiarò di essere stato allontanato dal direttore di gara, il quale abbandonò l'attività per le minacce di morte ricevute nei giorni successivi. A seguito dell'apertura di un'inchiesta da parte dell'UEFA per le esternazioni del portoghese, questi venne multato per oltre 12 000 euro e ricevette due turni di squalifica.
Nel giugno 2005 subì un'altra ammenda dalla Football Association in quanto, contravvenendo al regolamento federale, si era incontrato con il difensore dell'Arsenal Ashley Cole nel gennaio precedente per discutere di un passaggio di Cole ai Blues: la sanzione fu di circa 75 000 sterline. Nell'autunno seguente definì un «voyeur», cioè un "guardone", l'allenatore dell'Arsenal Arsène Wenger, il quale pensò di querelare il portoghese: in seguito Mourinho si scusò e nessun provvedimento fu adottato.
Il 17 dicembre 2006, in occasione di una gara tra i londinesi e l'Everton, finse di redarguire l'attaccante dei Toffees Andrew Johnson rinfacciandogli di aver cercato un contatto con il portiere del Chelsea Henrique Hilário per procurarsi un rigore: dopo le proteste della società avversaria, si scusò con Johnson.

### Inter

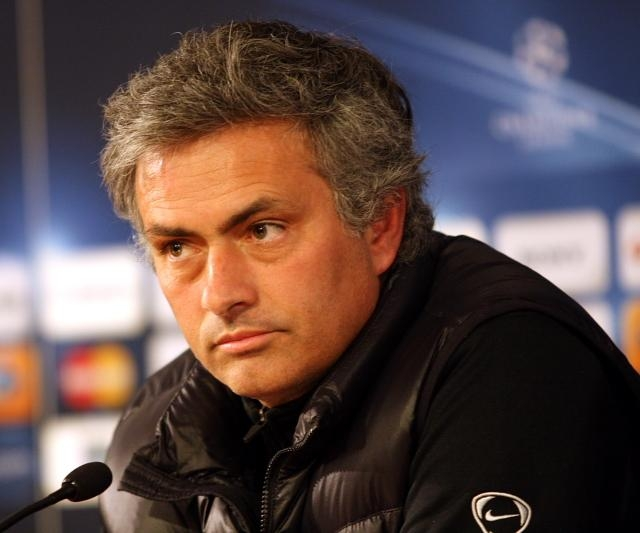
Mourinho in conferenza stampa con l'Inter nell'aprile 2010

Nel marzo 2009 è stato deferito dal procuratore federale italiano Stefano Palazzi per gli strascichi polemici conseguenti alla gara con la Roma (conclusasi 3-3): analogo provvedimento riguardò i calciatori Balotelli, all'epoca allenato dal portoghese, e De Rossi. In una conferenza stampa definì inoltre «prostituzione intellettuale» l'operato dei mass media, accusandoli di svolgere un "lavoro organizzato" volto a manipolare l'opinione pubblica; nella medesima conferenza dichiarò che le squadre italiane avversarie dell'Inter avrebbero chiuso la stagione con «zero titoli», frase rimasta a posteriori celebre anche per il fatto di essere stata pronunciata in un italiano piuttosto approssimativo. A distanza di alcuni giorni fu poi accusato da due tifosi del Manchester United di aver colpito al viso un altro sostenitore del club inglese durante la trasferta di Champions League: la magistratura britannica archiviò le segnalazioni, non riscontrando alcun comportamento irregolare del tecnico nelle immagini riprese.
Il 13 dicembre successivo, dopo un incontro tra Atalanta e Inter, fu protagonista di un diverbio con il giornalista Andrea Ramazzotti: deferito dalla FIGC per le espressioni ingiuriose rivolte a quest'ultimo e per una presunta aggressione, il tecnico ammise gli insulti ma negò di essere giunto al contatto fisico. A seguito dell'indagine fu sanzionato con un'ammenda pari a 13.000 euro per le ingiurie nei confronti del giornalista e la società milanese ricevette, dal canto suo, una multa di 20.000 euro.
Dopo la partita Inter-Sampdoria (0-0) del 20 febbraio 2010, il giudice sportivo Gianpaolo Tosel ha squalificato Mourinho per tre giornate «per avere contestato ripetutamente l'operato arbitrale con atteggiamenti plateali, in particolare mimando le manette; per avere inoltre, nell'intervallo, rivolto all'arbitro e agli assistenti espressioni ingiuriose e per avere, nel corso della gara, contestato ripetutamente la presenza dei collaboratori della Procura federale». Al portoghese è stata inflitta anche una sanzione pecuniaria di 40.000 euro.

### Real Madrid

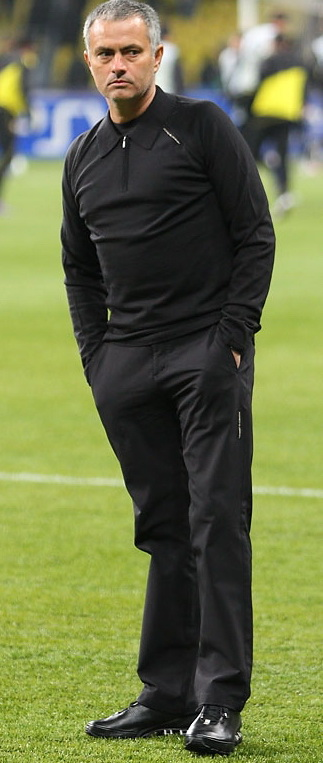
Mourinho al Real Madrid nel febbraio 2012

Il 23 novembre 2010, durante una partita contro l'Ajax valida per la penultima giornata del girone di Champions League, ha richiesto a due suoi giocatori, il centrocampista Xabi Alonso ed il difensore Sergio Ramos, di farsi espellere volontariamente negli ultimi minuti del match, in modo che saltassero l'ultima gara del girone contro l'Auxerre e non risultassero poi diffidati per la prima partita degli ottavi di finale. Il gesto ha provocato numerosi malumori nel mondo del calcio europeo e internazionale, al punto da far aprire un'indagine alla UEFA per "condotta impropria". L'esito dell'inchiesta ha portato a una giornata di squalifica per Mourinho, da scontare nell'ultima partita del girone di Champions League, e una sanzione pecuniaria a tutti i protagonisti del caso (Mourinho, Xabi Alonso, Sergio Ramos ed i portieri Iker Casillas e Jerzy Dudek). Il portoghese ha dovuto pagare una multa di 40.000 euro.
Il 26 febbraio 2011, all'aeroporto della Coruña, ha rischiato di essere accoltellato da un tifoso del Deportivo, come riferito dalla testata giornalistica spagnola Cadena Ser. L'agguato è stato sventato dalla guardia del corpo di Mourinho, rimasto ferito dall'arma nel proteggere il tecnico, intento a firmare autografi. Il 5 marzo seguente, in conferenza stampa, Mourinho ha confermato l'accaduto, dichiarando però di non essersi accorto di nulla, di non avere avuto e di non avere paura per nessun motivo.
Il 27 aprile 2011, al termine della semifinale d’andata di Champions League persa dal Real per 0-2 contro il Barcellona, in cui il difensore Pepe e lo stesso Mourinho vennero espulsi, il portoghese ha accusato il club blaugrana di essere stato favorito dall'arbitro, il tedesco Wolfgang Stark. In seguito a queste dichiarazioni Mourinho è stato deferito dalla commissione disciplinare della UEFA secondo l'articolo 5 sui principi di condotta ed è stata anche aperta un'inchiesta sui fatti accaduti. Il Barcellona ha deciso di querelare il tecnico davanti alla UEFA, ma il Real Madrid ha subito reagito difendendo Mourinho, evidenziando i presunti errori dell'arbitro e indicando delle simulazioni da parte dei giocatori del Barça.
Il 17 agosto 2011, al termine della finale di ritorno della Supercoppa di Spagna persa dal Real Madrid per 2-3 contro il Barcellona, durante una rissa scatenatasi in campo, Mourinho ha aggredito il vice del tecnico avversario Josep Guardiola, Tito Vilanova, infilandogli un dito in un occhio, venendo immortalato dalle telecamere. Per questo motivo, il 7 ottobre seguente è stato squalificato dalla LFP per le due successive partite di Supercoppa di Spagna.
Criticato da alcuni giocatori della prima squadra per l'eccessivo difensivismo, in seguito a una serie di tre sconfitte rimediate contro il Barcellona nei primi mesi della stagione 2011-2012, il portoghese dà il via a una lunga serie di polemiche che coinvolge anche i rapporti di amicizia personali tra i giocatori della nazionale spagnola militanti nel Real Madrid e quelli in forza al Barcellona. In particolare a farne le spese è il capitano dei Blancos, il portiere Iker Casillas, che Mourinho lascia in panchina nel dicembre del 2012 per scelta "tecnica", cosa che non succedeva dal 2002. Casillas viene inizialmente sostituito dal giovane Antonio Adán e in seguito dal nuovo acquisto Diego López, che diventa il titolare per il resto della stagione. L'emarginazione di Casillas, elemento simbolo sia della società madrilena che della nazionale spagnola campione del mondo in carica (nella quale, nonostante la crisi nel club, non perde mai la titolarità del ruolo) ed annoverato tra i migliori portieri di sempre, provoca una spaccatura sia nella squadra che nella tifoseria. Il problema non viene risolto neanche nella stagione 2013-2014, con il passaggio di Mourinho al Chelsea e l'arrivo sulla panchina del Real Madrid di Carlo Ancelotti, il quale continua a schierare in campo Diego López nelle partite di campionato al posto di Casillas, impiegato solo nelle coppe; il portiere spagnolo torna titolare solamente nella stagione 2014-2015, sempre sotto la guida tecnica di Ancelotti, a seguito della cessione di Diego López al Milan, passando poi al Porto dopo 25 anni trascorsi a Madrid.

### Chelsea bis
L'8 agosto 2015, durante Chelsea-Swansea City in Premier League, Mourinho ha avuto un alterco con la responsabile dell'area medica dei Blues, la dottoressa Eva Carneiro, per aver tardato la ripresa del gioco ed aver costretto la squadra a rimanere con soli 9 uomini in campo nell'intento di assistere Eden Hazard (il Chelsea era già in inferiorità numerica a seguito dell'espulsione del portiere Thibaut Courtois). La Carneiro, dapprima demansionata e poi licenziata, ha intentato una causa sia contro il club che contro Mourinho. Nel giugno 2016 le parti hanno raggiunto un accordo extragiudiziale.

### Manchester Utd
Il 26 settembre 2018, all'indomani dell'eliminazione in Coppa di Lega contro il Derby County, Mourinho ha tolto a Paul Pogba i gradi di vicecapitano del Manchester Utd, non avendo gradito alcuni atteggiamenti del centrocampista francese e le critiche mosse pubblicamente dallo stesso calciatore al gioco della squadra. Nel corso delle settimane successive il rapporto tra i due è diventato sempre più teso, tanto da essere una delle cause della separazione tra Mourinho ed il club di Manchester.

### Roma
La notte del 1º giugno 2023, al termine della finale di Europa League persa contro il Siviglia, Mourinho ha rivolto una serie di esternazioni nel parcheggio dello stadio contro il direttore di gara Anthony Taylor. Quest'ultimo è stato accusato di aver condotto una prestazione arbitrale scadente che avrebbe indirettamente favorito la formazione andalusa, non solo dal tecnico lusitano ma anche da tanti tifosi e da alcuni esperti del settore. Mourinho venne comunque sanzionato per le durissime parole di natura offensiva con una squalifica di quattro giornate impartita dall'UEFA e valevole per la successiva edizione della competizione.

## Statistiche

### Statistiche da allenatore
Statistiche aggiornate al 16 agosto 2025. In grassetto le competizioni vinte.
| Stagione              | Squadra               | Campionato            | Campionato | Campionato | Campionato | Campionato | Coppe nazionali | Coppe nazionali | Coppe nazionali | Coppe nazionali | Coppe nazionali | Coppe continentali | Coppe continentali | Coppe continentali | Coppe continentali | Coppe continentali | Altre coppe | Altre coppe | Altre coppe | Altre coppe | Altre coppe | Totale | Totale | Totale | Totale | Vittorie % | Piazzamento  |
| Stagione              | Squadra               | Comp                  | G          | V          | N          | P          | Comp            | G               | V               | N               | P               | Comp               | G                  | V                  | N                  | P                  | Comp        | G           | V           | N           | P           | G      | V      | N      | P      | %          | Piazzamento  |
| --------------------- | --------------------- | --------------------- | ---------- | ---------- | ---------- | ---------- | --------------- | --------------- | --------------- | --------------- | --------------- | ------------------ | ------------------ | ------------------ | ------------------ | ------------------ | ----------- | ----------- | ----------- | ----------- | ----------- | ------ | ------ | ------ | ------ | ---------- | ------------ |
| set.-dic. 2000        | Benfica               | PL                    | 9          | 5          | 2          | 2          | CP              | 1               | 1               | 0               | 0               | CU                 | 1                  | 0                  | 1                  | 0                  | -           | -           | -           | -           | -           | 11     | 6      | 3      | 2      | 54,55      | Sub., Dimis. |
| 2001-gen. 2002        | União Leiria          | PL                    | 19         | 9          | 7          | 3          | CP              | 1               | 0               | 0               | 1               | -                  | -                  | -                  | -                  | -                  | -           | -           | -           | -           | -           | 20     | 9      | 7      | 4      | 45,00      | Risoluz.     |
| gen.-giu. 2002        | Porto                 | PL                    | 15         | 11         | 2          | 2          | CP              | -               | -               | -               | -               | UCL                | 4                  | 1                  | 0                  | 3                  | -           | -           | -           | -           | -           | 19     | 12     | 2      | 5      | 63,16      | Sub. 3º      |
| 2002-2003             | Porto                 | PL                    | 34         | 27         | 5          | 2          | CP              | 6               | 6               | 0               | 0               | CU                 | 13                 | 8                  | 2                  | 3                  | -           | -           | -           | -           | -           | 53     | 41     | 7      | 5      | 77,36      | 1º           |
| 2003-2004             | Porto                 | PL                    | 34         | 25         | 7          | 2          | CP              | 6               | 5               | 0               | 1               | UCL                | 13                 | 7                  | 5                  | 1                  | SU+SP       | 1+1         | 0+1         | 0+0         | 1+0         | 55     | 38     | 12     | 5      | 69,09      | 1º           |
| Totale Porto          | Totale Porto          | Totale Porto          | 83         | 63         | 14         | 6          |                 | 12              | 11              | 0               | 1               |                    | 30                 | 16                 | 7                  | 7                  |             | 2           | 1           | 0           | 1           | 127    | 91     | 21     | 15     | 71,65      |              |
| 2004-2005             | Chelsea               | PL                    | 38         | 29         | 8          | 1          | FACup+CdL       | 3+6             | 2+5             | 0+1             | 1+0             | UCL                | 12                 | 6                  | 2                  | 4                  | -           | -           | -           | -           | -           | 59     | 42     | 11     | 6      | 71,19      | 1º           |
| 2005-2006             | Chelsea               | PL                    | 38         | 29         | 4          | 5          | FACup+CdL       | 6+1             | 4+0             | 1+1             | 1+0             | UCL                | 8                  | 3                  | 3                  | 2                  | CS          | 1           | 1           | 0           | 0           | 54     | 37     | 9      | 8      | 68,52      | 1º           |
| 2006-2007             | Chelsea               | PL                    | 38         | 24         | 11         | 3          | FACup+CdL       | 7+6             | 5+5             | 2+1             | 0+0             | UCL                | 12                 | 7                  | 3                  | 2                  | CS          | 1           | 0           | 0           | 1           | 64     | 41     | 17     | 6      | 64,06      | 2º           |
| ago.-set. 2007        | Chelsea               | PL                    | 6          | 3          | 2          | 1          | FACup+CdL       | 0+0             | 0+0             | 0+0             | 0+0             | UCL                | 1                  | 0                  | 1                  | 0                  | CS          | 1           | 0           | 1           | 0           | 8      | 3      | 4      | 1      | 37,50      | Risoluz.     |
| 2008-2009             | Inter                 | A                     | 38         | 25         | 9          | 4          | CI              | 4               | 3               | 0               | 1               | UCL                | 8                  | 2                  | 3                  | 3                  | SI          | 1           | 0           | 1           | 0           | 51     | 30     | 13     | 8      | 58,82      | 1º           |
| 2009-2010             | Inter                 | A                     | 38         | 24         | 10         | 4          | CI              | 5               | 5               | 0               | 0               | UCL                | 13                 | 8                  | 3                  | 2                  | SI          | 1           | 0           | 0           | 1           | 57     | 37     | 13     | 7      | 64,91      | 1º           |
| Totale Inter          | Totale Inter          | Totale Inter          | 76         | 49         | 19         | 8          |                 | 9               | 8               | 0               | 1               |                    | 21                 | 10                 | 6                  | 5                  |             | 2           | 0           | 1           | 1           | 108    | 67     | 26     | 15     | 62,04      |              |
| 2010-2011             | Real Madrid           | PD                    | 38         | 29         | 5          | 4          | CR              | 9               | 7               | 1               | 1               | UCL                | 12                 | 8                  | 3                  | 1                  | -           | -           | -           | -           | -           | 59     | 44     | 9      | 6      | 74,58      | 2º           |
| 2011-2012             | Real Madrid           | PD                    | 38         | 32         | 4          | 2          | CR              | 6               | 4               | 1               | 1               | UCL                | 12                 | 10                 | 1                  | 1                  | SS          | 2           | 0           | 1           | 1           | 58     | 46     | 7      | 5      | 79,31      | 1º           |
| 2012-2013             | Real Madrid           | PD                    | 38         | 26         | 7          | 5          | CR              | 9               | 5               | 2               | 2               | UCL                | 12                 | 6                  | 3                  | 3                  | SS          | 2           | 1           | 0           | 1           | 61     | 38     | 12     | 11     | 62,30      | 2º           |
| Totale Real Madrid    | Totale Real Madrid    | Totale Real Madrid    | 114        | 87         | 16         | 11         |                 | 24              | 16              | 4               | 4               |                    | 36                 | 24                 | 7                  | 5                  |             | 4           | 1           | 1           | 2           | 178    | 128    | 28     | 22     | 71,91      |              |
| 2013-2014             | Chelsea               | PL                    | 38         | 25         | 7          | 6          | FACup+CdL       | 3+3             | 2+2             | 0+0             | 1+1             | UCL                | 12                 | 6                  | 2                  | 4                  | SU          | 1           | 0           | 1           | 0           | 57     | 35     | 10     | 12     | 61,40      | 3º           |
| 2014-2015             | Chelsea               | PL                    | 38         | 26         | 9          | 3          | FACup+CdL       | 2+6             | 1+5             | 0+1             | 1+0             | UCL                | 8                  | 4                  | 4                  | 0                  | -           | -           | -           | -           | -           | 54     | 36     | 14     | 4      | 66,67      | 1º           |
| lug.-dic. 2015        | Chelsea               | PL                    | 16         | 4          | 3          | 9          | FACup+CdL       | 0+2             | 0+1             | 0+1             | 0+0             | UCL                | 6                  | 4                  | 1                  | 1                  | CS          | 1           | 0           | 0           | 1           | 25     | 9      | 5      | 11     | 36,00      | Risoluz.     |
| Totale Chelsea        | Totale Chelsea        | Totale Chelsea        | 212        | 140        | 44         | 28         |                 | 45              | 31              | 8               | 6               |                    | 59                 | 30                 | 16                 | 13                 |             | 5           | 1           | 2           | 2           | 321    | 202    | 70     | 49     | 62,93      |              |
| 2016-2017             | Manchester Utd        | PL                    | 38         | 18         | 15         | 5          | FACup+CdL       | 4+6             | 3+5             | 0+0             | 1+1             | UEL                | 15                 | 10                 | 3                  | 2                  | CS          | 1           | 1           | 0           | 0           | 64     | 37     | 18     | 9      | 57,81      | 6º           |
| 2017-2018             | Manchester Utd        | PL                    | 38         | 25         | 6          | 7          | FACup+CdL       | 6+3             | 5+2             | 0+0             | 1+1             | UCL                | 8                  | 5                  | 1                  | 2                  | SU          | 1           | 0           | 0           | 1           | 56     | 37     | 7      | 12     | 66,07      | 2º           |
| lug.-dic. 2018        | Manchester Utd        | PL                    | 17         | 7          | 5          | 5          | FACup+CdL       | 0+1             | 0               | 1               | 0               | UCL                | 6                  | 3                  | 1                  | 2                  | -           | -           | -           | -           | -           | 24     | 10     | 7      | 7      | 41,67      | Eson.        |
| Totale Manchester Utd | Totale Manchester Utd | Totale Manchester Utd | 93         | 50         | 26         | 17         |                 | 20              | 15              | 1               | 4               |                    | 29                 | 18                 | 5                  | 6                  |             | 2           | 1           | 0           | 1           | 144    | 84     | 32     | 28     | 58,33      |              |
| nov. 2019-2020        | Tottenham             | PL                    | 26         | 13         | 6          | 7          | FACup+CdL       | 5+0             | 2               | 3               | 0               | UCL                | 4                  | 1                  | 0                  | 3                  | -           | -           | -           | -           | -           | 35     | 16     | 9      | 10     | 45,71      | Sub. 6º      |
| 2020-apr. 2021        | Tottenham             | PL                    | 32         | 14         | 8          | 10         | FACup+CdL       | 3+3             | 2+2             | 0+1             | 1+0             | UEL                | 13                 | 10                 | 1                  | 2                  | -           | -           | -           | -           | -           | 51     | 28     | 10     | 13     | 54,90      | Eson.        |
| Totale Tottenham      | Totale Tottenham      | Totale Tottenham      | 58         | 27         | 14         | 17         |                 | 11              | 6               | 4               | 1               |                    | 17                 | 11                 | 1                  | 5                  |             | -           | -           | -           | -           | 86     | 44     | 19     | 23     | 51,16      |              |
| 2021-2022             | Roma                  | A                     | 38         | 18         | 9          | 11         | CI              | 2               | 1               | 0               | 1               | UECL               | 15                 | 10                 | 3                  | 2                  | -           | -           | -           | -           | -           | 55     | 29     | 12     | 14     | 52,73      | 6º           |
| 2022-2023             | Roma                  | A                     | 38         | 18         | 9          | 11         | CI              | 2               | 1               | 0               | 1               | UEL                | 15                 | 7                  | 4                  | 4                  | -           | -           | -           | -           | -           | 55     | 26     | 13     | 16     | 47,27      | 6º           |
| 2023-gen. 2024        | Roma                  | A                     | 20         | 8          | 5          | 7          | CI              | 2               | 1               | 0               | 1               | UEL                | 6                  | 4                  | 1                  | 1                  | -           | -           | -           | -           | -           | 28     | 13     | 6      | 9      | 46,43      | Eson.        |
| Totale Roma           | Totale Roma           | Totale Roma           | 96         | 44         | 23         | 29         |                 | 6               | 3               | 0               | 3               |                    | 36                 | 21                 | 8                  | 7                  |             | -           | -           | -           | -           | 138    | 68     | 31     | 39     | 49,28      |              |
| 2024-2025             | Fenerbahçe            | SL                    | 36         | 26         | 6          | 4          | TK              | 4               | 3               | 0               | 1               | UCL+UEL            | 4+12               | 2+4                | 1+5                | 1+3                | -           | -           | -           | -           | -           | 56     | 35     | 12     | 9      | 62,50      | 2º           |
| 2025-2026             | Fenerbahçe            | SL                    | 1          | 0          | 1          | 0          | TK              | 0               | 0               | 0               | 0               | UCL                | 2                  | 1                  | 0                  | 1                  | -           | -           | -           | -           | -           | 3      | 1      | 1      | 1      | 33,33      | in carica    |
| Totale Fenerbahçe     | Totale Fenerbahçe     | Totale Fenerbahçe     | 37         | 26         | 7          | 4          |                 | 4               | 3               | 0               | 1               |                    | 18                 | 7                  | 6                  | 5                  |             | -           | -           | -           | -           | 59     | 36     | 13     | 10     | 61,02      |              |
| Totale carriera       | Totale carriera       | Totale carriera       | 798        | 501        | 172        | 125        |                 | 133             | 94              | 17              | 22              |                    | 247                | 137                | 57                 | 53                 |             | 15          | 4           | 4           | 7           | 1 192  | 735    | 250    | 207    | 61,66      |              |

### Record
- Unico allenatore ad aver vinto tutte e tre le principali competizioni UEFA per club vigenti: la Champions League (nel 2004 con il Porto e nel 2010 con l'Inter), la Coppa UEFA/Europa League (nel 2003 con il Porto e nel 2017 con il Manchester Utd) e l'Europa Conference League (nel 2022 con la Roma).
- Unico allenatore ad aver vinto sia la Champions League che l'Europa League più di una volta, per giunta con due squadre diverse.
- Unico allenatore ad aver vinto ogni singolo trofeo in Inghilterra (Premier League, FA Cup, Coppa di Lega inglese, Community Shield), Italia (Serie A, Coppa Italia, Supercoppa Italiana) e Spagna (Liga, Coppa del Re, Supercoppa di Spagna).
- Detiene insieme ad altri 3 allenatori il record di vittorie della Coppa di Lega inglese (4) nonché insieme a Ron Atkinson e Ron Saunders quello di 3 finali della competizione raggiunte con 3 squadre diverse (Chelsea, Manchester Utd e Tottenham).
- Detiene il record di 77 risultati utili consecutivi in partite casalinghe di Premier League (dal 15 agosto 2004 con la vittoria del Chelsea contro il Manchester Utd per 1-0 fino al 19 aprile 2014 con la sconfitta del Chelsea contro il Sunderland per 1-2).[106]
- Detiene il record di 43 risultati utili consecutivi in partite casalinghe di Serie A (dal 10 settembre 2008 con la vittoria dell'Inter contro il Catania per 2-1 fino al 31 ottobre 2021 con la sconfitta della Roma contro il Milan per 1-2).[222]
- Dal 23 febbraio 2002 (sconfitta del suo Porto contro il Beira-Mar per 2-3) al 2 aprile 2011 (sconfitta del suo Real Madrid contro lo Sporting Gijón per 0-1), Mourinho ha collezionato una serie di 150 risultati utili consecutivi (125 vittorie e 25 pareggi) in gare casalinghe di campionato, tra Porto (38), Chelsea (60), Inter (38) e Real Madrid (14).[223]
- Unico tecnico ad aver partecipato con tre squadre inglesi in Champions League (Chelsea, Manchester e Tottenham); in tutte le sue 7 “prime volte” in questa competizione non ha mai perso.
- In Tottenham-Lipsia del 19 febbraio 2020 ha raggiunto le 150 panchine in Champions League, traguardo raggiunto prima di lui solo da Ferguson, Wenger e Ancelotti.
- Allenatore ad aver raggiunto più rapidamente, nell'era dei tre punti, le 50 vittorie in Serie A (in 77 gare), in Premier League (63 gare) e in Liga (62 partite).

## Palmarès

### Allenatore

#### Club

##### Competizioni nazionali
- Campionato portoghese: 2

Porto: 2002-2003, 2003-2004
- Coppa del Portogallo: 1

Porto: 2002-2003
- Supercoppa di Portogallo: 1

Porto: 2003
- Coppa di Lega inglese: 4  (record condiviso con Brian Clough, Alex Ferguson e Josep Guardiola)

Chelsea: 2004-2005, 2006-2007, 2014-2015
Manchester Utd: 2016-2017
- Campionato inglese: 3

Chelsea: 2004-2005, 2005-2006, 2014-2015
- Community Shield: 2

Chelsea: 2005
Manchester Utd: 2016
- Coppa d'Inghilterra: 1

Chelsea: 2006-2007
- Supercoppa italiana: 1

Inter: 2008
- Campionato italiano: 2

Inter: 2008-2009, 2009-2010
- Coppa Italia: 1

Inter: 2009-2010
- Coppa di Spagna: 1

Real Madrid: 2010-2011
- Campionato spagnolo: 1

Real Madrid: 2011-2012
- Supercoppa di Spagna: 1

Real Madrid: 2012

##### Competizioni internazionali
- Coppa UEFA/Europa League: 2

Porto: 2002-2003
Manchester Utd: 2016-2017
- UEFA Champions League: 2

Porto: 2003-2004
Inter: 2009-2010
- UEFA Conference League: 1  (record condiviso con David Moyes, José Luis Mendilibar e Enzo Maresca)

Roma: 2021-2022

#### Individuale
- Allenatore dell'anno della Primeira Liga: 2[224]

2003, 2004
- Allenatore dell'anno UEFA: 2

2003, 2004
- Squadra dell'anno UEFA: 6 (record)

2003, 2004, 2005, 2006, 2010, 2017
- Allenatore dell'anno IFFHS: 4 (record condiviso con Carlo Ancelotti)

2004, 2005, 2010, 2012
- Allenatore dell'anno World Soccer: 3

2004, 2005, 2010
- Miglior allenatore dell'anno El País: 4[225]

2004, 2005, 2006, 2010
- Onze d'or: 1

2005
- BBC Sports Personality of the Year Coach Award: 1[226]

2005
- Premier League Manager of the Year: 2[224]

2005, 2006
- Oscar del calcio AIC: 2

Miglior allenatore: 2009, 2010
- Panchina d'oro: 1

2009-2010
- FIFA World Coach of the Year: 1

2010
- Uomo dell'anno La Gazzetta dello Sport: 1[227]

2010
- Miglior allenatore del mondo AIPS: 1[228]

2010
- Trofeo Miguel Muñoz: 2

2011, 2012
- Allenatore dell'anno Globe Soccer Awards: 1

2012
- Maggior attrazione mediatica Globe Soccer Awards: 1

2012
- Inserito nella Hall of Fame del calcio italiano nella categoria Allenatore

2022